# Aurel Cosma (junior)
Aurel Cosma junior (n. 25 martie 1901, Timișoara, Austro-Ungaria – d. 26 februarie 1983, Timișoara, Republica Socialistă România) a fost un avocat, ziarist, scriitor, istoric și politician român.

## Biografie
Aurel Cosma junior s-a născut în Timișoara la 25 martie 1901, fiind fiul lui Meletie Cosma (1872-1907), grefier la Tribunalul din Timișoara, și al Elenei Cosma (1881-1979), născută Pocan, fiica preotului Teodor Pocan din Jebel. Rămas orfan, după ce tatăl său a decedat în 1907, Aurel a fost adoptat de unchiul său, Dr. Aurel Cosma, care s-a îngrijit de educația și creșterea sa. 

## Studii
A crescut în cartierul Fabric din Timișoara și a absolvit școlile primare, gimnaziale și liceale în oraș. Ulterior, a urmat studii teologice la Institutul Teologic Ortodox din Arad și în 1919 s-a înscris la Facultatea de Drept a Universității din București, absolvind în 1922 și devenind membru al Baroului de avocați din Timișoara.
El și-a continuat studiile la Paris între anii 1923 și 1926, obținând un doctorat în științe economice și politice la Facultatea de Drept, cu teza La Petite Entente. În timpul șederii sale la Paris, a urmat și cursuri de jurnalism la L'école du Journalisme de pe Rue de la Sorbonne.

## Activitatea politică
Aurel Cosma Junior a fost unul dintre cei 321 de delegați prezenți la Marea Adunare Națională de la Alba Iulia din 1 decembrie 1918, reprezentând Gărzile Naționale din comitatul Timiș. A fost printre cei 1228 de delegați care au votat pentru unirea permanentă cu România. Ca reprezentant al delegației din Banat, el a susținut unirea necondiționată fără autonomie locală.
A fost ales deputat de Timiș-Torontal în Partidul Național Liberal și a servit în trei legislaturi începând din 1927. În parlament, a fost activ în diverse comitete, inclusiv cele legate de problemele minorităților și politica externă.
Aurel Cosma junior a participat la conferințe și întâlniri internaționale, susținând pacea, dezarmarea și cooperarea economică regională. A fost membru activ al conferințelor interparlamentare ale Micii Înțelegeri.
La 1 martie 1941 a fost numit consilier ministerial pe lângă Ministerul Propagandei Naționale, coordonând Departamentul de presă străină.
În 1945, după instaurarea comunismului în România, a fost condamnat pentru "crimă de dezastru al țării", sentința constând în muncă silnică pe viață și degradare civică pe o durată de zece ani. Una dintre lucrările sale, România în noua ordine europeană, a fost utilizată ca temei acuzatoriu în cadrul procesului intentat împotriva sa; de asemenea, a mai fost acuzat de faptul că a fost consilier în guvernul Antonescu. Cu toate acestea, între anii 1945 și 1960, a reușit să se sustragă autorităților, găsind ascunzători în diverse locații din țară. După decenii de prigoană, a fost capturat ca rezultat al unei denunțări din partea unui colaborator apropiat, cu care s-a întâlnit pe litoralul Mării Negre. Prins la Eforie, a fost supus detenției până la amnistia generală din 1964, în moment în care s-a întors la Timișoara.
Doi ani mai târziu, i s-a permis să-și reia activitatea publicistică în presa bănățeană, iar prin intermediul revistei "Magazin istoric" a publicat numeroase articole. Într-un context cultural marcat de o liberalizare temporară, înainte de evenimentele notorii cunoscute sub numele de Tezele de la Mangalia, Aurel Cosma junior a fost acceptat ca membru în Uniunea Scriitorilor în anul 1970. A decedat în 26 februarie 1983, la Timișoara, fiind înmormântat în cimitirul din Calea Buziașului.

## Activitatea literară și de jurnalism
Începând cu decembrie 1918, Aurel Cosma junior a început să colaboreze la ziarul Românul. În anul 1919, el a publicat o serie de evocări istorice și critici literare. În 1921, împreună cu scriitorul Ioan Jivi Bănățeanu și poetul Alexandru Popescu-Negură, a fost cofondatorul revistei bilunare de satiră și umor Urzica, care a apărut la Timișoara în perioada anilor 1921-1922.
Adevărata sa activitate literară și jurnalistică a avut loc în principal la ziarul Nădejdea din Timișoara, începând din 1922, când a devenit director al acestuia în 1923. De asemenea, el a continuat această activitate la revista literară Luceafărul, pe care a fondat-o în 1935. În anul 1937, revista Luceafărul a fost preluată de Asociația Transilvană pentru Literatura Română și Cultura Poporului Român din Banat (Astra bănățeană), iar Dr. Aurel Cosma junior a fost ales vicepreședinte al acestei asociații. El a continuat să se implice în gestionarea revistei și a Editurii Astra bănățeană până în decembrie 1940.
Aurel Cosma jr. a contribuit la publicarea a sute de articole în diverse reviste din țară, printre care Românul, Nădejdea, Luceafărul, Dacia, Orizont literar, Ardealul, Revista Institutului de Științe Social-Politice, Caraș-Severin, Flamuri, Magazin istoric, Mitropolia Banatului, Orizont și Drapelul roșu. În plus, el a avut colaborări și în publicații străine, precum L’Illustration.
De asemenea, Dr. Aurel Cosma junior a publicat numeroase cărți. Printre lucrările sale se numără:
- Extrase din ziarul «Banatul» referitoare la situația din Banat în anul 1919 (dezrobirea Banatului) (1919, 158 p.)
- Un mic istoric al bisericii române din Fabric, Timișoara (1926)
- La Petite Entente. Teza de doctorat la Facultatea de Drept de la Universitatea din Paris (1926, 289 p.)
- Les Problèmes actuels du régime représentatif (1935, 43 p.)
- Documentele Unirii de la Alba Iulia, Adunarea Națională de la 1 Decembrie 1918 (1928, 172 p.)
- Impressioni sul mio viaggio in Italia / ‘Impresii de călătorie în Italia’ (Timișoara/Veneția, 1932)
- Istoria presei române din Banat, Editura ziarului Unirea Română (Timișoara, 1932)
- Bănățeni de altă dată, vol. I (Timișoara, 1933)
- Constituția Regatului Iugoslav, Biblioteca Progresul, nr. 1 (Timișoara, 1934)
- Les problѐmes actuels de régime représentatif (București, 1934)
- Schițe și nuvele, Biblioteca Luceafărul, nr. 6 (Timișoara, 1936)
- Sculptorul bănățean Alexandru Liuba, Biblioteca Luceafărul», nr. 4 (Timișoara, 1936)
- L’organisation et le travail des commissions parlementaires (Geneva, 1935)
- Din trecutul românilor timișoreni (Timișoara, 1938, 62 p.)
- Sfântul Munte, Editura Cartea Românească (București, 1939)
- Tracce di vita italiana nel Banato, Institutul de Cultură Italiană din România – Secțiunea Timișoara (Timișoara, 1939)
- Reminiscențe italo-bănățene (Timișoara, 1939)
- Pictura românească din Banat de la origine până azi (Timișoara, 1940)
- Studii de folclor mitologic românesc (Timișoara, 1940)
- Considerazioni sull’origine dei Romeni (Timișoara, 1940)
- România în noua ordine europeană (București, 1941)
- L’Europe nationaliste et la solidarité continentale (București, 1941)
- Il nuovo ordine italo-romeno (București, 1941)
- La Roumanie et la France dans le nouvel ordre européen (București, 1941)
- Rumänien an der Seite Deutschlands im neuen Europe, Scwäbische Verlag A.G. (Timișoara, 1941)
- Studii și folclor românesc, Editura Universul (București, 1942)
- Cosmogonia poporului român, Editura Universul (București, 1942)
- Originea omenirii, Editura Universul (București, 1942)
- Mythologie roumaine, Editura Universul (București, 1942)
- Monografia Institutului Politehnic din Timișoara, semicentenar 1920-1970, vol. I-III (341+318 p., Timișoara, 1970, în colaborare)
- Condeierii țărani din Banat (Timișoara, 1971)
- Camil Petrescu în Banat. Activitatea sa ziaristică în anii 1919-1921. Amintiri și evocări (1972, 76 p.)
- Peregrinări prin anii tinereții 1917-1922 (1974, 186 p.)
- Viața și activitatea scriitorului Ioan Jivi Bănățeanu (1974, 81 p.)
- Însemnări memoriale ale lui Aurel Cosma Jr., vol. I (1976, 308 p.)
- Cronici și recenzii literare (1968-1976) (1976, 234 p.)
- Prin Timișoara de altădată – evocări, Editura Facla (1977, 214 p.)
- Aurel Cosma Jr., Corespondență, Ediție îngrijită de Raul Ionuț și Teodor Drăghici, Prefață de Crișu Dascălu, Tabel Cronologic de Ioan David (2012)[2]